# John Wick: Chapter 4
John Wick: Chapter 4  (titulada: John Wick 4 en España, e Hispanoamérica, y como John Wick: Chapter 4 en Ecuador) es una película estadounidense de acción, suspenso y neo-noir de 2023 dirigida por Chad Stahelski y escrita por Shay Hatten y Michael Finch. Es la secuela de John Wick: Chapter 3 - Parabellum (2019) y la cuarta entrega de la saga John Wick. Está protagonizada por Keanu Reeves, que regresa como el personaje principal. 
El desarrollo de la cuarta película de John Wick, anunciado formalmente por Lionsgate en mayo de 2019, se confirmó antes del lanzamiento de su predecesora. Es la primera película de la franquicia que no fue escrita por el creador de la franquicia Derek Kolstad, con Hatten contratado en mayo de 2020, seguido de Finch en marzo de 2021. La filmación tuvo lugar en Berlín, Jordania, París, Osaka y Nueva York del 28 de junio al 27 de octubre de 2021.
La película se estrenó en los Estados Unidos el 24 de marzo de 2023 por Lionsgate. Originalmente programada para estrenarse el 21 de mayo de 2021, la película se retrasó debido tanto a la pandemia de COVID-19 como a los compromisos de Reeves con The Matrix Resurrections.La película recibió elogios de la crítica, con elogios por sus secuencias de acción, cinematografía, coreografía, estilo visual y actuaciones, y ha recaudado 440,1 millones de dólares en todo el mundo, convirtiéndose así en la película más taquillera de la franquicia, así como en la octava película más taquillera del año a nivel nacional en los Estados Unidos.

## Argumento
Después de los eventos de John Wick: Chapter 3 - Parabellum, John se prepara para vengarse de la Alta Mesa mientras se esconde en la clandestinidad con el Rey del barrio. Viaja a Marruecos y mata al Ilustre, "el hombre por encima de la Alta Mesa". En respuesta, el marqués Vincent de Gramont, miembro de la Alta Mesa, convoca al director del Hotel Continental de Nueva York , Winston, y a su conserje, Charon.
De Gramont explica que la Alta Mesa le ha dado recursos ilimitados para encontrar y matar a John Wick. Como castigo, de Gramont despoja a Winston de sus funciones como gerente, lo declara "excomulgado", destruye el Hotel Continental y ejecuta al conserje Charon. De Gramont viaja entonces a París y recluta a Caine -un asesino ciego y retirado de la Alta Mesa- para que mate a su viejo amigo John, amenazando con asesinar a la hija de Caine en caso contrario.
John se refugia en el Continental de Osaka, regentado por su amigo Shimazu Koji. Chidi, el lugarteniente de Gramont, respaldado por los asesinos de la Alta Mesa y Caine, llega para investigar el hotel. Akira, la hija de Shimazu y conserje del hotel, evacua el hotel justo antes de que la Alta Mesa lo "desconsagre", lo que desencadena una pelea. John lucha contra oleadas de asesinos acorazados, procedentes de la Alta Mesa, y un enfrentamiento con Caine es interrumpido por un cazarrecompensas que se hace llamar "Sr. Nadie". Éste ayuda a escapar a John tras determinar que el dinero del contrato por matar a John es insuficiente. Caine permite huir a una Akira herida tras matar a su padre a regañadientes. 
John regresa a Nueva York y se encuentra con un vengativo Winston en la tumba de Charon (en su lápida, el epitafio latino tiene una falla: amicum meus, en lugar de amicus meus; esta palabra defectuosa amicum también es pronunciada más tarde por Winston). Winston aconseja a John que invoque una vieja tradición de la Alta Mesa para retar a de Gramont a un duelo. Ganar liberaría a John de todas sus obligaciones con la Alta Mesa, pero sólo puede solicitar un duelo en nombre de una familia criminal. Viaja a la sede berlinesa del sindicato del crimen Ruska Roma, con el que había roto lazos, para solicitar su readmisión. Su hermana adoptiva, Katia, accede a su petición a cambio de que John mate a Killa, un miembro de la Alta Mesa que asesinó a su padre. Aunque Killa le tiende una emboscada en su club nocturno, John forma un equipo temporal con Caine y el Sr. Nadie para neutralizar la misma, y finalmente consigue matar a Killa y recuperar su estatus en la Ruska Roma.
Winston transmite el desafío formal de John a de Gramont. Solicita que se reconstruya el Continental de Nueva York, con él reintegrado como gerente, en caso de que John gane. En París, John y de Gramont deciden los parámetros de su duelo -duelo de pistolas al amanecer siguiente en Sacré-Cœur- en una reunión moderada por el Heraldo, emisario de la Alta Mesa. De Gramont nombra a un reticente Caine para luchar en su lugar; John y Winston serán ejecutados si alguno de los dos no se presenta a tiempo. El Rey de Bowery llega a París para entregar a John una pistola y un nuevo traje balístico.
De Gramont pretende impedir que John llegue a tiempo al duelo poniendo una recompensa de 26 millones de dólares por él. John se enfrenta a hordas de asesinos en su camino hacia Sacré-Cœur, incluido el Sr. Nadie, que negocia un aumento de la recompensa a 40 millones de dólares. Durante su enfrentamiento, John impide que Chidi mate al querido perro del Sr. Nadie; éste, aturdido, decide abandonar su persecución de John. Después de que Caine y el Sr. Nadie ayuden a John a luchar contra varios asesinos -incluido Chidi, a quien el Sr. Nadie mata- en una larga escalera que conduce al Sacré-Cœur, llegan a la cima justo a tiempo para el duelo. John y Caine se infligen heridas graves durante dos rondas de duelo. El tercer asalto se detiene cuando Caine hiere gravemente a John. Exigiendo el derecho a dar el golpe de gracia, de Gramont intercambia su lugar con Caine. Sin embargo, John, que aún no había disparado su tercera bala, dispara y mata a un desprevenido de Gramont en la cabeza, matándolo en el acto.
El Heraldo libera a Caine y John de la Alta Mesa y Winston vuelve a su puesto. Tras desplomarse en la escalera, John reflexiona sobre su vida y su matrimonio antes de sucumbir a sus heridas. Tiempo después, Winston y el Rey de Bowery se despiden de John ante su lápida, situada junto a la de su difunta esposa Helen.
Caine regresa a París para reunirse con su hija, pero es abordado por la vengativa Akira, que blande un arma.

## Reparto
- Keanu Reeves como Jonathan «John» Wick / Jardani Jovonovich, un sicario y asesino profesional que se ha ganado una reputación legendaria y el apodo de "Baba Yaga / El Hombre del Saco" por su conjunto de habilidades y que ahora es perseguido por la Alta Mesa.
- Donnie Yen como Caine, un asesino ciego de la Alta Mesa que trabaja para el Marqués y es un viejo amigo de John Wick.
- Bill Skarsgård como el Marqués Vincent de Gramont, miembro de la Alta Mesa cuya posición es cuestionada por John Wick.
- Laurence Fishburne como el Rey de Bowery, un antiguo jefe del crimen clandestino que fue dado por muerto por la Alta Mesa, y que ahora patrocina a John Wick.[6]
- Ian McShane como Winston Scott, el gerente del Hotel Continental de Nueva York y amigo de John Wick.[7]
- Hiroyuki Sanada como Shimazu Koji, gerente del Hotel Continental de Osaka.
- Lance Reddick como Charon, el conserje del Hotel Continental de Nueva York.
- Scott Adkins como Killa Harkan, un mafioso alemán.
- Clancy Brown como El Heraldo.[8]
- Shamier Anderson como El Sr. Nadie, un asesino que va acompañado de su perro.
- Marko Zaror como Chidi, un asesino de la Alta Mesa que trabaja para el Marqués.
- George Georgiou como El Ilustre, «aquel que se sienta por encima de la Alta Mesa». Georgiou sustituye a Saïd Taghmaoui, que interpretó al personaje en John Wick: Capítulo 3 - Parabellum (2019).[9][10]
- Rina Sawayama como Akira, la hija de Shimazu.[11][12]
- Natalia Tena como Katia Javanavič, hermanastra de John Wick.[13][14]
- Bridget Moynahan como Helen Wick, la difunta esposa de John Wick.
- Andrej Kaminsky como el sacerdote de la mafia rusa.

## Recepción

### Crítica
John Wick: Chapter 4 recibió reseñas generalmente positivas de parte de la crítica y la audiencia. En el sitio web agregador de reseñas Rotten Tomatoes, la película posee una aprobación del 94%, basada en 372 reseñas, con una calificación de 8.1/10, y con un consenso crítico que dice: "John Wick: Chapter 4 acumula más de todo -- y sugiere que cuando se trata de un Keanu Reeves bien vestido que despacha a sus enemigos con un estilo letal de ballet, nunca puede haber demasiado". De parte de la audiencia tiene una aprobación del 91%, basada en más de 10 000 votos, con una calificación de 4.5/5.
El sitio web Metacritic le dio a la película una puntuación de 78 sobre 100, basada en 58 críticas, indicando "reseñas generalmente favorables". Las audiencias encuestadas por CinemaScore le otorgaron a la película una "A" en una escala de A+ a F, mientras que en el sitio IMDb los usuarios le asignaron una calificación de 7.7/10, sobre la base de más de 308 000 votos. Por su parte, en la página web FilmAffinity la cinta tiene una calificación de 6.8/10, basada en 13 026 votos.

### Premios y nominaciones
| Premio                                                           | Fecha                   | Categoría                                                                   | Nominado                                                                                  | Resultado    | Ref.   |
| ---------------------------------------------------------------- | ----------------------- | --------------------------------------------------------------------------- | ----------------------------------------------------------------------------------------- | ------------ | ------ |
| Golden Trailer Awards                                            | 29 de junio de 2023     | Mejor acción                                                                | "Legend" (AV Squad)                                                                       | Ganador      | [ 19 ] |
| Golden Trailer Awards                                            | 29 de junio de 2023     | Mejor edición de sonido                                                     | "Peace" (TRANSIT)                                                                         | Nominado     | [ 19 ] |
| Golden Trailer Awards                                            | 29 de junio de 2023     | Mejor póster teaser                                                         | "Hourglass Portrait" (AV Print)                                                           | Nominado     | [ 19 ] |
| Golden Trailer Awards                                            | 29 de junio de 2023     | Mejores publicaciones salvajes                                              | "Illumicade" (AV Print)                                                                   | Ganador      | [ 19 ] |
| Golden Trailer Awards                                            | 29 de junio de 2023     | Mejor anuncio de radio/audio (para un largometraje o serie de TV/streaming) | "King" (Silk Factory)                                                                     | Nominado     | [ 19 ] |
| Hollywood Critics Association Midseason Film Awards              | 30 de junio de 2023     | Mejor película                                                              | John Wick: Chapter 4                                                                      | Nominada     | [ 20 ] |
| Hollywood Critics Association Midseason Film Awards              | 30 de junio de 2023     | Mejor director                                                              | Chad Stahelski                                                                            | Nominado     | [ 20 ] |
| Hollywood Critics Association Midseason Film Awards              | 30 de junio de 2023     | Mejores acrobacias                                                          | John Wick: Chapter 4                                                                      | Ganadora     | [ 20 ] |
| Hollywood Professional Association Awards                        | 28 de noviembre de 2023 | Mejor sonido - película                                                     | Mark Stoeckinger, Andy Koyama, Casey Genton, Alan Rankin y Manfred Banach (Formosa Group) | Ganadores    | [ 21 ] |
| Location Managers Guild Awards                                   | 26 de agosto de 2023    | Mejores localizaciones en una película contemporánea                        | John Wick: Chapter 4                                                                      | Ganadora     | [ 22 ] |
| MTV Movie & TV Awards                                            | 7 de mayo de 2023       | Mejor pelea                                                                 | Keanu Reeves vs. Todos                                                                    | Nominada     | [ 23 ] |
| Premios de la Asociación de Críticos de Cine de Washington D. C. | 10 de diciembre de 2023 | Mejor montaje                                                               | Nathan Orloff                                                                             | Nominado     | [ 24 ] |
| Premios de la Asociación de Críticos de Cine de Chicago          | 12 de diciembre de 2023 | Mejor montaje                                                               | Nathan Orloff                                                                             | Nominado     | [ 25 ] |
| Asociación de Críticos de Cine de San Luis                       | 17 de diciembre de 2023 | Mejor película de acción                                                    | John Wick: Chapter 4                                                                      | Ganadora     | [ 26 ] |
| Asociación de Críticos de Cine de San Luis                       | 17 de diciembre de 2023 | Mejores acrobacias                                                          | Scott Rogers y Stephen Dunlevy                                                            | Subcampeones | [ 26 ] |
| Asociación de Críticos de Cine de San Luis                       | 17 de diciembre de 2023 | Mejor escena                                                                | "Lucha en los 222 escalones que conducen a la Basílica del Sacré-Cœur en París"           | Subcampeona  | [ 26 ] |
| Sociedad de Críticos de Cine de San Diego                        | 19 de diciembre de 2023 | Mejor coreografía de acrobacias                                             | John Wick: Chapter 4                                                                      | Ganadora     |        |
| Sociedad de Críticos de Cine de San Diego                        | 19 de diciembre de 2023 | Mejores efectos visuales                                                    | John Wick: Chapter 4                                                                      | Nominada     |        |
| Florida Film Critics Circle Awards                               | 21 de diciembre de 2023 | Mejor actor de reparto                                                      | Donnie Yen                                                                                | Nominado     | [ 27 ] |
| Florida Film Critics Circle Awards                               | 21 de diciembre de 2023 | Mejor fotografía                                                            | Dan Laustsen                                                                              | Ganador      | [ 27 ] |
| Astra Film and Creative Arts Awards                              | 6 de enero de 2024      | Mejor película de acción                                                    | John Wick: Chapter 4                                                                      | Ganadora     | [ 28 ] |
| Astra Film and Creative Arts Awards                              | 26 de febrero de 2024   | Mejor fotografía                                                            | Dan Lausten                                                                               | Nominado     | [ 28 ] |
| Astra Film and Creative Arts Awards                              | 26 de febrero de 2024   | Mejor montaje                                                               | Natan Orloff                                                                              | Ganador      | [ 28 ] |
| Astra Film and Creative Arts Awards                              | 26 de febrero de 2024   | Mejor campaña publicitaria                                                  | John Wick: Chapter 4                                                                      | Nominado     | [ 28 ] |
| Astra Film and Creative Arts Awards                              | 26 de febrero de 2024   | Mejor sonido                                                                | John Wick: Chapter 4                                                                      | Nominado     | [ 28 ] |
| Astra Film and Creative Arts Awards                              | 26 de febrero de 2024   | Mejores acrobacias                                                          | John Wick: Chapter 4                                                                      | Ganador      | [ 28 ] |
| Premios Globo de Oro                                             | 7 de enero de 2024      | Logro cinematográfico y de taquilla                                         | John Wick: Chapter 4                                                                      | Nominada     | [ 29 ] |
| Saturn Awards                                                    | 4 de febrero de 2024    | Mejor película de acción o aventuras                                        | John Wick: Chapter 4                                                                      | Nominado     | [ 30 ] |
| Saturn Awards                                                    | 4 de febrero de 2024    | Mejor actor                                                                 | Keanu Reeves                                                                              | Nominado     | [ 30 ] |
| Saturn Awards                                                    | 4 de febrero de 2024    | Mejor diseño de producción                                                  | Kevin Kavanaugh                                                                           | Nominado     | [ 30 ] |
| Saturn Awards                                                    | 4 de febrero de 2024    | Mejor montaje                                                               | Nathan Orloff                                                                             | Pendiente    | [ 30 ] |

## Futuro
En agosto de 2020, el director ejecutivo de Lionsgate, Jon Feltheimer, confirmó que se estaba desarrollando una quinta película junto a John Wick: Chapter 4. Aunque en un principio estaba previsto que se filmara consecutivamente con la cuarta entrega, en marzo de 2021 Lionsgate optó por retrasar la producción y avanzar primero con la cuarta parte. Keanu Reeves declaró que seguiría haciendo secuelas, siempre y cuando las películas tengan éxito. Reeves e Ian McShane retomarán sus respectivos papeles de John Wick y Winston Scott en la próxima película derivada Ballerina, protagonizada por Ana de Armas como la bailarina-asesina Rooney Brown (en sustitución de Unity Phelan de Parabellum).